# تامارا آبالده
تامارا آبالده (اسپانیایی: Tamara Abalde‎؛ زادهٔ ۶ فوریهٔ ۱۹۸۹) بازیکن بسکتبال زن اهل اسپانیا است.
وی در مسابقات کشوری و بین‌المللی در مجموع برندهٔ ۱ مدال طلا، ۱ مدال برنز شده‌است.